# هوچمت
هوچمت (به لاتین: Hochmatt) یک کوه در سوئیس است که در کانتون فریبورگ واقع شده‌است. هوچمت ۲٬۱۵۲ متر بالاتر از سطح دریا واقع شده‌است.